# Virgil Boekelheide
Virgil Boekelheide (* 28. Juli 1919 in Chelsea (South Dakota); † 24. September 2003 in Eugene (Oregon)) war ein US-amerikanischer Chemiker und Hochschullehrer.

## Leben und Werk
Nach dem Schulbesuch studierte er an der Dakota Wesleyan University und verfasste seine Dissertation (A study of the reaction between aromatic diazonium compounds and α, β-unsaturated compounds) bei C. Frederick Koelsch an der University of Minnesota, wo er 1943 promoviert wurde.
Boekelheide schlug eine akademische Laufbahn ein. Er wechselte an die University of Illinois und ging anschließend 1946 an die University of Rochester. Von dort wechselte er 1960 an die University of Oregon, wo er bis zu seinem Ruhestand forschte und lehrte. 1958 wurde er Sloan Research Fellow. 1962 wurde er in die National Academy of Sciences gewählt.
Boekelheide beschäftigte sich mit der Chemie der Alkaloide und später mit der Synthese ungewöhnlicher chemischer Strukturen, insbesondere im Bereich der aromatischen Verbindungen und der Annulene. Zur Kenntnis dieser Verbindungsklassen hat er grundlegend beigetragen.
Die von ihm entdeckte Boekelheide-Umlagerung trägt seinen Namen.